# 딥 스페이스 4호
딥 스페이스 4호는 혜성에 착륙해 혜성을 탐사하는 우주선이다. 다른 이름으로 샹폴리옹이 있는데, 장프랑수아 샹폴리옹의 이름을 가져왔다.

## 역사와 제작 배경
원래 NASA와 CNES가 이끄는 탐사선으로 표면을 탐사하려고 했으나, 로제타가 그때 거의 똑같은 내용의 임무가 정해지자 템펠 1 혜성의 표면의 흙을 샘플로 가져오는 임무로 다시 정했다. 그 후 예산 문제로 샘플 리턴 미션을 비롯해 모두 취소되었다.

## 페이로드
가스분석기:가스를 분석하는 장비로, 혜성의 가스를 분석해 혜성의 내부 성분을 분석하는 것이 목표였다.
질량 분석기:질량의 크기를 분석하는 장비로 혜성의 질량을 분석해 물리적인 혜성의 특성을 탐사하는 것이 목표였다.
카메라:사진을 찍는 장비로, 혜성의 사진을 찍는 것이 목표였다.

## 발사
발사는 2003년 4월 케이프커내버럴 공군기지에서 델타 II로 발사될 예정이었다.

## 착륙
착륙은 2006년 템펠 제 1 혜성에 착륙할 예정이었으나, 취소되었다.

## 지원, 개발, 투자
- NASA
- JPL
- CNES

## 같이 보기
- 딥 임팩트 (우주선)
- 스타더스트 (우주선)